# 量子2号
量子2号(俄语：Квант-2; 英语：Quantum-II/2) (77KSD, TsM-D, 11F77D) 是第三个和平号空间站的组件。其主要目的是给空间站提供新的科学实验仪器，更好的生命支持系统，及一个气密室。于1989年11月26日由质子-K运载火箭发射升空。

## 规格
- 长：12.2米
- 直径：4.35米
- 质量：19,640公斤
- 可居住空间：61.9 m3
- 翼展：24米
- 配置：77K (TKS)基本模块

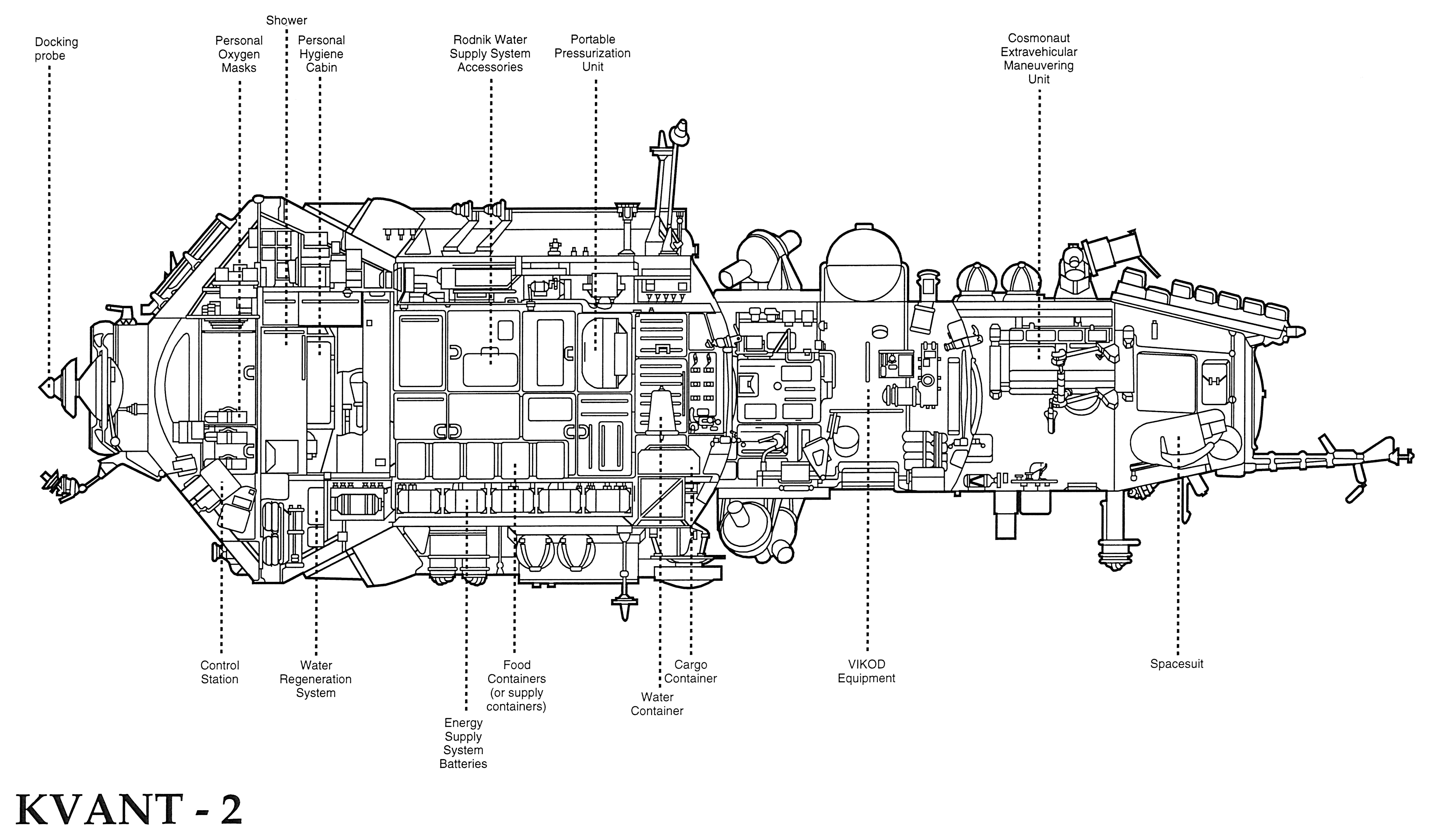
量子2号

- 标准轨道：388公里 x 397公里52度倾角
- 电力系统：平均6.9千瓦[1]

## 升空前

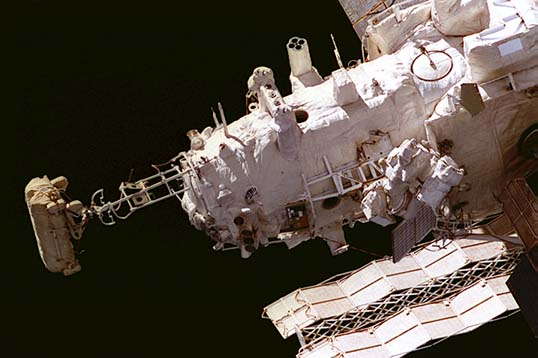
量子2号的气闸室

量子2号是作为和平号空间站的实用工具模块对接到空间站的，分为3个舱室。仪器仪表，科学设备以及气密室。总共61 m3的空间。
安装在空间站的这个模块最初的设计应该是一个37KS，但这个设计在1983年被取消。量子2号原先计划与1989年3月发射升空，由于沃罗涅日的Elektronika公司所提供的微型电路故障导致自动对接和坞站系统在最近的4次发射中均遭受失败。这些芯片被全部替换并进行完整测试后，于1989年10月准备好发射。但是这已错过了与和平号对接的时间表。量子2号最终与11月26日发射升空，12月6日与空间站对接。量子2号还把礼炮5-B数字电脑带到了和平号，用于操控空间站。12月8日，在机械臂的帮助下，从前轴向对接口转移到径向对接口处与之对接。至此，和平号空间站复合体成了“L”形在轨道上运行。

## 介绍
量子2号致力于生命科学、材料科学以及地球观测实验的研究。还携带了大量改善空间站生活条件的设备，包括从循环水中电解氧气的设备、一个供水设备、两个水再生系统、卫生系统、一个淋浴设备以及一个气密室。在气密室中还有一个用于舱外活动的背包式设备。这个设备可以增强了宇航员的太空行走能力以及完成一些复杂任务。气闸室的出舱口径是1米。
量子2号包括两个3.9千牛的主引擎以及一些400牛頓的姿态控制推力器集群用于对接。制导系统允许模块自动与空间站对接。另有两个26平方米的太阳能电池板提供6.9千瓦的电力。